# Joaquín Correa
Carlos Joaquín Correa (* 13. srpna 1994 Juan Bautista Alberdi) je argentinský profesionální fotbalista, který hraje na pozici útočníka či křídelníka za francouzský klub Olympique Marseille, kde je na hostování z Interu Milán a za argentinský národní tým.

## Klubová kariéra

### Estudiantes

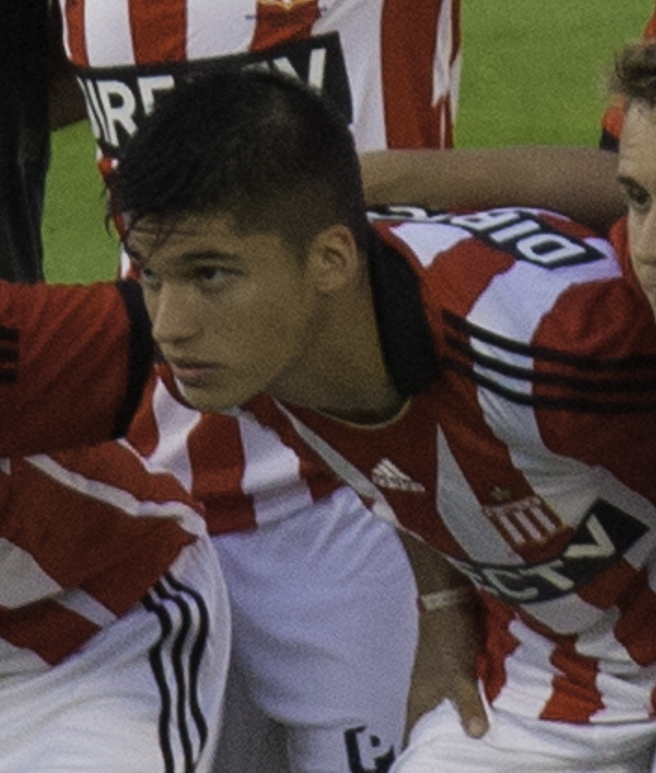
Correa v dresu Estudiantes (2014)

Correa se narodil v osadě Juan Bautista Alberdi v provincii Tucumán a fotbal začínal hrát v akademiích argentinských klubů River Plate, Renato Cesarini and Estudiantes. V A-týmu Estudiantes debutoval 10. června 2012 při prohře 1:3 proti All Boys. Ve své první sezóně v klubu nastoupil ještě do jednoho utkání, a to když v poslední minutě utkání proti Club Olimpo vystřídal Juana Sebastiána Veróna.
Ke konci sezóny 2012/13 se začal prosazovat do základní sestavy Estudiantes, když nastoupil do osmi utkáních. Svůj první gól Correa vstřelil 23. března 2014, když jediným gólem svého klubu rozhodl o remíze 1:1 s Vélez Sarsfield. Dne 3. září 2014 debutoval Correa v Copa Sudamericana, když odehrál celé utkání druhého kola proti Club de Gimnasia y Esgrima La Plata.

### Sampdoria
Dne 16. prosince 2014 přestoupil Correa do italského prvoligového klubu UC Sampdoria za částku okolo 10 milionů dolarů. V klubu podepsal 9. ledna 2015 smlouvu až do roku 2019.
Correa debutoval 15. února 2015, když odehrál první poločas ligového utkání proti Chievu Verona. Ve své první sezóně v klubu nastoupil do 6 utkání v Serii A a na své konto si připsal jednu asistenci, kterou zaznamenal 31. května v posledním kole soutěže při remíze 2:2 s Parmou.
Correa vstřelil svůj první gól v dresu Sampdorie 17. ledna 2016 při prohře 1:2 s Carpi. Na svůj gól navázal i ve dvou následujících ligových střetnutích, když se prosadil i při prohrách s Neapolí (2:4) a Bolognou (2:3). Ve své druhé, a zároveň poslední, sezóně v klubu nastoupil do 25 zápasů Serie A, ve kterých vstřelil tři branky.

### Sevilla
Dne 10. července 2016 přestoupil Correa do španělské Sevilly, a to za částku okolo 13 milionů euro. Svého debutu se dočkal 17. srpna, když se objevil v základní sestavě Sevilly v odvetném zápase španělského superpoháru proti Barceloně, nicméně prohře 0:3 zabránit nedokázal. Ve španělské nejvyšší soutěži Correa debutoval o tři dny později v prvním kole sezóny 2016/17 proti Espanyolu, když nastoupil na posledních deset minut utkání, které skončilo 6:4. V zápase evropských pohárů se Correa poprvé ve své kariéře objevil 14. září 2016, když v 64. minutě utkání základní skupiny Ligy mistrů proti Juventusu vystřídal Pabla Sarabiu při bezbrankové remíze. Mezi střelce Sevilly se poprvé zapsal 30. listopadu, když zaznamenal hattrick a připsal si další dvě asistence v zápase Copa del Rey proti SD Formentera při výhře 5:1. V La lize vstřelil svůj první gól 12. února 2017, když jediným gólem zápasu rozhodl o ligové výhře nad Las Palmas. O deset dní později vstřelil i svojí první branku v Lize mistrů UEFA při výhře 2:1 nad Leicesterem City v osmifinále soutěže.
Dne 13. září 2017 vstřelil v 72. minutě vyrovnávací gól na konečných 2:2 v zápase základní skupiny Ligy mistrů proti Liverpoolu. 11. dubna 2018 dostal ve čtvrtfinále Ligy mistrů proti Bayernu Mnichov přímou červenou kartu po nevybíravém zákroku na Javiho Martíneze. O deset dní později nastoupil do finále Copa del Rey proti Barceloně, která zápas ovládla výsledkem 5:0.

### Lazio
Dne 1. srpna 2018 se Correa vrátil do Itálie, když přestoupil do římského Lazia za částku okolo 16 milionů euro. V klubu podepsal pětiletou smlouvu. V dresu Lazia debutoval 18. srpna při ligové prohře 1:2 s Neapolí. 26. září vstřelil svojí první branku ve svém novém působišti, a to při výhře 2:1 nad Udinese. 4. října debutoval v zápase Evropské ligy, když se objevil v základní sestavě utkání základní skupiny proti německému Eintrachtu Frankfurt. Zápas, který skončil výhrou Eintrachtu 4:1 Correa nedohrál, protože byl v 58. minutě vyloučen. 24. dubna svým gólem rozhodl o postupu Lazia do finále Coppa Italia, když vstřelil jediný gól dvojzápasu proti AC Milán. Ve finále se Correa opět střelecky prosadil a pomohl Laziu k výhře 2:0 nad Atalantou, a k zisku své první trofeje. Ve své první sezóně v klubu odehrál 44 utkání, ve kterých vstřelil 9 branek.
Dne 10. října 2019 prodloužil Correa svou smlouvu s klubem do léta 2024. 22. prosince odehrál celé utkání italského superpoháru a svým výkonem pomohl k výhře 3:1 nad Juventusem. V sezóně 2019/20 nastoupil do 35 soutěžních utkání, ve kterých se desetkrát střelecky prosadil.
V sezóně 2020/21 nastoupil Correa do 38 zápasů v dresu Lazia, ve kterých vstřelil 11 gólů.

### Inter Milán
Dne 26. srpna 2021 odešel Correa na roční hostování s povinnou opcí na následný přestup do konkurenčního Interu Milán. V klubu se sešel se svým bývalým trenérem z Lazia Simonem Inzaghim. V klubu debutoval 27. srpna, když v ligovém zápase proti Hellasu Verona vystřídal v 74. minutě Lautara Martíneze a následně dvěma góly rozhodl o výhře Interu 3:1. Dvakrát se také střelecky prosadil 31. října při ligové výhře 2:0 nad Udinese.

## Reprezentační kariéra
Correa debutoval v dresu argentinské reprezentace 9. června 2017 při výhře 1:0 v přátelském utkání s Brazílií v australském Melbourne. 13. června vstřelil svůj první reprezentační gól, a to při výhře 6:0 nad Singapurem. V červnu 2021 byl nominován na závěrečný turnaj Copa América. Na turnaji, který Argentina 11. července po výhře nad Brazílií ve finále ovládla, odehrál tři zápasy v základní skupině proti Chile, Uruguayi a Paraguayi.

## Statistiky

### Klubové
K 9. dubnu 2022
| Klub                | Sezóna  | Liga             | Liga   | Liga | Pohár  | Pohár | Kontinentální poháry | Kontinentální poháry | Ostatní | Ostatní | Celkem | Celkem |
| Klub                | Sezóna  | Liga             | Zápasy | Góly | Zápasy | Góly  | Zápasy               | Góly                 | Zápasy  | Góly    | Zápasy | Góly   |
| ------------------- | ------- | ---------------- | ------ | ---- | ------ | ----- | -------------------- | -------------------- | ------- | ------- | ------ | ------ |
| Estudiantes         | 2011/12 | Primera División | 2      | 0    | 0      | 0     | 0                    | 0                    | —       | —       | 2      | 0      |
| Estudiantes         | 2012/13 | Primera División | 8      | 0    | 0      | 0     | 0                    | 0                    | —       | —       | 8      | 0      |
| Estudiantes         | 2013/14 | Primera División | 26     | 2    | 0      | 0     | 0                    | 0                    | —       | —       | 26     | 2      |
| Estudiantes         | 2014/15 | Primera División | 16     | 2    | 0      | 0     | 6                    | 1                    | —       | —       | 22     | 3      |
| Estudiantes         | Celkem  | Celkem           | 52     | 4    | 0      | 0     | 6                    | 1                    | —       | —       | 58     | 5      |
| Sampdoria           | 2014/15 | Serie A          | 6      | 0    | 0      | 0     | —                    | —                    | —       | —       | 6      | 0      |
| Sampdoria           | 2015/16 | Serie A          | 25     | 3    | 0      | 0     | 0                    | 0                    | —       | —       | 25     | 3      |
| Sampdoria           | Celkem  | Celkem           | 31     | 3    | 0      | 0     | 0                    | 0                    | —       | —       | 31     | 3      |
| Sevilla             | 2016/17 | La Liga          | 26     | 4    | 4      | 3     | 3                    | 1                    | 1       | 0       | 34     | 8      |
| Sevilla             | 2017/18 | La Liga          | 21     | 1    | 8      | 5     | 10                   | 1                    | —       | —       | 39     | 7      |
| Sevilla             | Celkem  | Celkem           | 47     | 5    | 12     | 8     | 13                   | 2                    | 1       | 0       | 73     | 15     |
| Lazio               | 2018/19 | Serie A          | 34     | 5    | 4      | 2     | 6                    | 2                    | —       | —       | 44     | 9      |
| Lazio               | 2019/20 | Serie A          | 30     | 9    | 1      | 0     | 3                    | 1                    | 1       | 0       | 35     | 10     |
| Lazio               | 2020/21 | Serie A          | 28     | 8    | 2      | 0     | 8                    | 3                    | —       | —       | 38     | 11     |
| Lazio               | Celkem  | Celkem           | 92     | 22   | 7      | 2     | 17                   | 6                    | 1       | 0       | 117    | 30     |
| Inter Milán (host.) | 2021/22 | Serie A          | 19     | 4    | 2      | 0     | 5                    | 0                    | 1       | 0       | 27     | 4      |
| Celkem              | Celkem  | Celkem           | 241    | 38   | 21     | 10    | 41                   | 9                    | 3       | 0       | 306    | 57     |

### Reprezentační
K 25. březnu 2022
| Argentina | Argentina | Argentina |
| Rok       | Zápasy    | Góly      |
| --------- | --------- | --------- |
| 2017      | 3         | 1         |
| 2019      | 1         | 0         |
| 2020      | 1         | 1         |
| 2021      | 10        | 1         |
| 2022      | 1         | 0         |
| Celkem    | 16        | 3         |

#### Reprezentační góly
Skóre a výsledky Argentiny jsou vždy zapisovány jako první.
| Gól | Datum           | Místo                                   | Soupeř    | Skóre | Výsledek | Soutěž                                |
| --- | --------------- | --------------------------------------- | --------- | ----- | -------- | ------------------------------------- |
| 1.  | 13. června 2017 | New National Stadium, Kallang, Singapur | Singapur  | 2:0   | 6:0      | Přátelský zápas                       |
| 2.  | 13. října 2020  | Estadio Hernando Siles, La Paz, Bolívie | Bolívie   | 2:1   | 2:1      | Kvalifikace na Mistrovství světa 2022 |
| 3.  | 2. září 2021    | Estadio Olímpico, Caracas, Venezuela    | Venezuela | 2:0   | 3:1      | Kvalifikace na Mistrovství světa 2022 |

## Ocenění

### Klubová

#### Lazio
- Coppa Italia: 2018/19

- Supercoppa italiana: 2019

#### Inter Milán
- Supercoppa italiana: 2021

### Reprezentační

#### Argentina
- Copa América: 2021[48]